# 偏旁
偏旁（へんぼう）とは、漢字の字体を構成する要素の一つで、左右上下内外の部分に分解できる要素をいう。偏や旁を総合して言う。冠と脚をあわせて偏旁冠脚（へんぼうかんきゃく）ともいう。筆画を組み合わせて作られ、同じ組み合わせの偏旁をもつ漢字同士は、類型的な意味あるいは音声のグループを形成する。
また偏旁の配置構造も漢字の字体を構成する重要な要素の一つであり、例えば「岩」であれば、「山」が左にあったり、下にあったり、右にあったりすることはなく、必ず上にあることで一つの字体として認識される。
現在の偏旁冠脚は、基本的に『康煕字典』（1716年完成）を使っている。

## 偏旁の種類
形声文字では、類型的な意味を表す偏旁を意符（義符、形旁とも）、音声を表す偏旁を音符（声符、声旁とも）という。
漢字を分類・検索するために代表的な偏旁を利用する方法があり、これに使われる偏旁を部首という。部首には意符が使われることが多い。

## 偏旁の名称
伝統的に偏旁は、配置される位置によって次のように分けられている。
- 偏（へん）：左側に位置する。
- 旁（つくり）：右側に位置する。
- 冠（かんむり）：上側に位置する。
- 脚（あし）：下側に位置する。
- 構（かまえ）：外側に囲むように位置する。
- 垂（たれ）：上部から左側を覆うように位置する。
- 繞（にょう）：左側から下側をとりまいて位置する。

これは構成要素であるとともに配置の位置をも示すものである。しかし、構成要素として「木」は「杯」のように偏になったり、「床」のように覆われていたり、「柔」のように下にあったり、「朱」のように中心にあったりするものがあり、配置位置と必ず結びつくものではない。また配置位置を表すものとしても 7 種類しかないので偏旁の配置構造を十分に説明できない。

## 参照項目
- 部首